# Geir Sveinsson
Geir Sveinsson (* 27. Januar 1964 in Reykjavík) ist ein isländischer Handballtrainer und ehemaliger Handballspieler.
Ab 2012 war der ehemalige Kreisläufer Trainer des österreichischen Rekordmeisters A1 Bregenz. Zum 1. Juli 2014 wechselte Geir Sveinsson zum SC Magdeburg, den er bis zum 14. Dezember 2015 trainierte. Geir Sveinsson übernahm im März 2016 das Traineramt der isländischen Nationalmannschaft, die er bis zum Februar 2018 betreute. Ab dem Januar 2019 trainierte er den isländischen Verein Akureyri Handboltafélag. Am 19. August 2019 wurde bekannt, dass Geir Sveinsson bei der HSG Nordhorn-Lingen das Traineramt vom krankheitsbedingt ausgefallenen Heiner Bültmann übernimmt.
Mit der isländischen Nationalmannschaft nahm der 340-fache Nationalspieler an den Olympischen Spielen 1988 in Seoul teil und führte sie 1992 in Barcelona als Kapitän zu Platz 4.
Sein größter Erfolg auf Vereinsebene war der Gewinn des EHF-Pokals 1994 mit CB Avidesa Alzira. Weiterhin gewann er mit Valur die isländische Meisterschaft.